# Georg Scheuer
Georg Scheuer (né le 8 décembre 1915 à Vienne, mort le 15 septembre 1996 dans la même ville) est un résistant et journaliste autrichien.

## Biographie
Georg Scheuer est  le fils de Heinrich Scheuer, d’origine juive morave, rédacteur en chef de l'Amtlichen Nachrichtenstelle  à Vienne, et de son épouse Alice Leimdörfer, originaire de Temeschwar. Scheuer, surnommé "Roter Hansl", devient très tôt membre du Verband Sozialistischer Mittelschüler (VSM) et de la Jeunesse ouvrière socialiste (de) (SAJ). Il dirige les Rote Falken en 1930 puis crée la Jeunesse communiste d'Autriche en 1931 en réaction à l'attitude de l'austromarxisme face au fascisme.
En 1935, juste après sa découverte de Trotsky, il fonde le parti trotskiste des Communistes Révolutionnaires d'Autriche (RKÖ). Scheuer est arrêté en novembre 1936, condamné au procès pour l'exemple des trotskistes de Vienne en 1937 à une lourde peine de prison de cinq ans, fait une grève de la faim pendant trois jours, et est emprisonné jusqu'à une amnistie générale en février 1938. De retour à Vienne, Scheuer anticipe la prise de pouvoir prochaine des nazis en Autriche et se rend en Tchécoslovaquie puis part en France.
En septembre 1938, lui et son ami Karl Fischer, membre des RKÖ, forment la délégation autrichienne lors de la fondation de la Quatrième Internationale à Paris ; tous deux votent contre la proclamation de l'Internationale parce qu'ils estiment différemment la situation mondiale. En conséquence, les Communistes Révolutionnaires d'Autriche sont exclus de la Quatrième Internationale sur le plan organisationnel et commencent à critiquer la l'Internationale et Trotsky.
Il est interné aux Milles au début de la Seconde Guerre mondiale. En 1940, il s'enfuit à Montauban en France libre et s'engage dans la Résistance sous le nom d'Armand avec un groupe de Communistes Révolutionnaires jusqu'en 1944. En 1943, ils parviennent à libérer la militante Mélanie Berger, arrêtée l'année précédente, lors d'une spectaculaire opération commando à Marseille. Les membres, dont un soldat de la Wehrmacht, s'étaient fait passer pour des officiers allemands.
Les parents de Scheuer sont déportés au camp de Maly Trostenets en 1942 et tués dès leur arrivée. Pour les commémorer, le complexe résidentiel de Vienne au Neulinggasse 39 (construit dans les années 1930, par l'architecte Armand Weiser) sera rebaptisé Alice et Heinrich Scheuer-Hof.
Après la Seconde Guerre mondiale, Georg Scheuer reste en France et travaille principalement à Paris en tant que journaliste et correspondant pour différents journaux, dont Arbeiter-Zeitung. Au cours des dernières années de sa vie, il revient en Autriche avec sa femme, Christa Scheuer-Weyl (1941-2006).
Il est enterré dans le cimetière naturel de Feuerhalle Simmering. Sa tombe est l'un des lieux de sépulture honorifiques pour la ville de Vienne.